# Bagwyllydiart
Bagwyllydiart – wieś w Anglii, w hrabstwie Herefordshire. Leży 15 km na południowy zachód od miasta Hereford i 191 km na zachód od Londynu.